# Chiesa di Sant'Anna (Amalfi)
La chiesa di Sant'Anna è una chiesa ubicata ad Amalfi, nella frazione di Pogerola.

## Storia
La chiesa venne edificata per volere del principe Giulio Bonito nel 1668, utilizzando l'edificio che precedentemente aveva ospitato il lazzeretto durante la peste del 1630.
Nel XX secolo fu totalmente restaurata, in particolare nel 1972 quando venne fatto l'adeguamento liturgico come dettato dal Concilio Vaticano II.

## Descrizione
La facciata della chiesa è a capanna: nella parte inferiore è posto l'unico portale d'ingresso, sormontato da una lunetta con all'interno un affresco; nella parte superiore è invece una finestra rettangolare.
Internamente è a navata unica, con volta a botte lunettata, divisa in due tramite un arco. Due gradini consentono l'accesso al presbiterio: addossato alla parete è l'altare preconciliare in legno intagliato, sovrastato da un quadro; nella stessa zona, in una teca, è posta la statua di Sant'Anna. A sinistra dell'ingresso è l'accesso alla sagrestia.